# Rajdowe Mistrzostwa Wielkiej Brytanii 1999
1999 – sezon rajdowych mistrzostw Wielkiej Brytanii. Triumfatorem został Tapio Laukkanen.

## Kalendarz
| Runda | Data        | Rajd                          | Baza     | Nawierzchnia |
| ----- | ----------- | ----------------------------- | -------- | ------------ |
| 1     | 11.03–13.03 | Vauxhall Rally of Wales       | Wrexham  | żwir         |
| 2     | 24.04–25.04 | Pirelli International Rally   | Carlisle | żwir         |
| 3     | 11.06–12.06 | RSAC Scottish Rally           | Dumfries | żwir         |
| 4     | 2.07–4.07   | SEAT Jim Clark Memorial Rally | Duns     | asfalt       |
| 5     | 30.07–31.07 | Stena Line Ulster Rally       | Belfast  | asfalt       |
| 6     | 9.09–11.09  | Sony Manx International Rally | Douglas  | asfalt       |

## Klasyfikacja kierowców
| Poz. | Kierowca             | WAL | PIR | SCO | CLA | ULS | MAN | Suma punktów |
| ---- | -------------------- | --- | --- | --- | --- | --- | --- | ------------ |
| 1    | Tapio Laukkanen      | 3   | 1   | 1   | 1   | 10  | NU  | 144          |
| 2    | Gwyndaf Evans        | NU  | 6   | 4   | 3   | 2   | 4   | 122          |
| 3    | Martin Rowe          | 2   | NU  | 2   | 2   | NU  | 1   | 120          |
| 4    | Raimund Baumschlager | 14  | 10  | 8   | 8   | NU  | 3   | 96           |
| 5    | Justin Dale          | 20  | 18  | 11  | 11  | 7   | 6   | 93           |
| 6    | Mark Higgins         | 5   | 3   | NU  | 6   | 3   | NU  | 93           |
| 7    | Neil Wearden         | 7   | 20  | NU  | 5   | 1   | NU  | 83           |
| 8    | Julian Porter        | 18  | 32  | 9   | 12  | 11  | 8   | 82           |
| 9    | Toni Gardemeister    | NU  | 2   | 3   | 4   | NU  | NU  | 75           |
| 10   | Mats Andersson       | NU  | 29  | 12  | 16  | 14  | 12  | 60           |